# 황재근
황재근(1976년 5월 15일~ )은 대한민국의 패션 디자이너, 방송인이다. 1995년 도예가로 미술 분야에 첫 입문하였다.

## 학력
- 전주진북초등학교
- 전주풍남중학교
- 전주한일고등학교
- 홍익대학교 도예과 학사
- 벨기에 안트베르펜 앤트워프왕립예술학교 학사,석사

## 수상
- 2006년 Show 2006 Ann chapelle Award 'Motivation'
- 2006년 winner, European fashion award 2006, Rimini
- 2015년 대한민국 문화연예대상 신인디자이너상

## 방송
- 2011년 온 스타일 《프로젝트 런웨이 코리아 시즌3》
- 2013년 온 스타일 《프로젝트 런웨이 코리아 올스타》
- 2015년 MBC 《마이 리틀 텔레비전》
- 2015년 MBC 《나 혼자 산다》
- 2015년 MBC 《나의 머니 파트너: 옆집의 CEO들》
- 2015년 JTBC 《헌집줄게 새집다오》
- 2016년 온 스타일 《기부티크》
- 2016년 채널A 《개밥 주는 남자》
- 2016년 JTBC 《비정상회담》 - 83회
- 2015년 MBC 에브리원 《비디오스타》 - 13회 (10월 4일)
- 2017년 E채널 《너에게 나를 보낸다》
- 2017년 MBC 《세모방》 - 5회 (6월 25일)
- 2019년 KBS2 《꿀잼 퀴즈방》 - 30회 (4월 26일)
- 2019년 XtvN 《나나랜드》 - 5회 (6월 6일)
- 2019년 KBS2 《무한리필 샐러드》 - 고정패널
- 2019년 MBC 《미스터리 음악쇼 복면가왕》 - '혹부리 영감' 219회 (9월 8일)
- 2019년 tvN 《플레이어》 - 11회 (9월 29일)
- 2020년 TV조선 아내의 맛 93회,94회 ([4월 14일]) ([4월 21])
- 2020년 MBC 기분좋은날 (7월 17일)
- 2021년 KBS2 사장님 귀는 당나귀 귀

## 기타
- 2015년 MBC 《미스터리 음악쇼 복면가왕》... 가면 제작